# Paulina Rümmelein

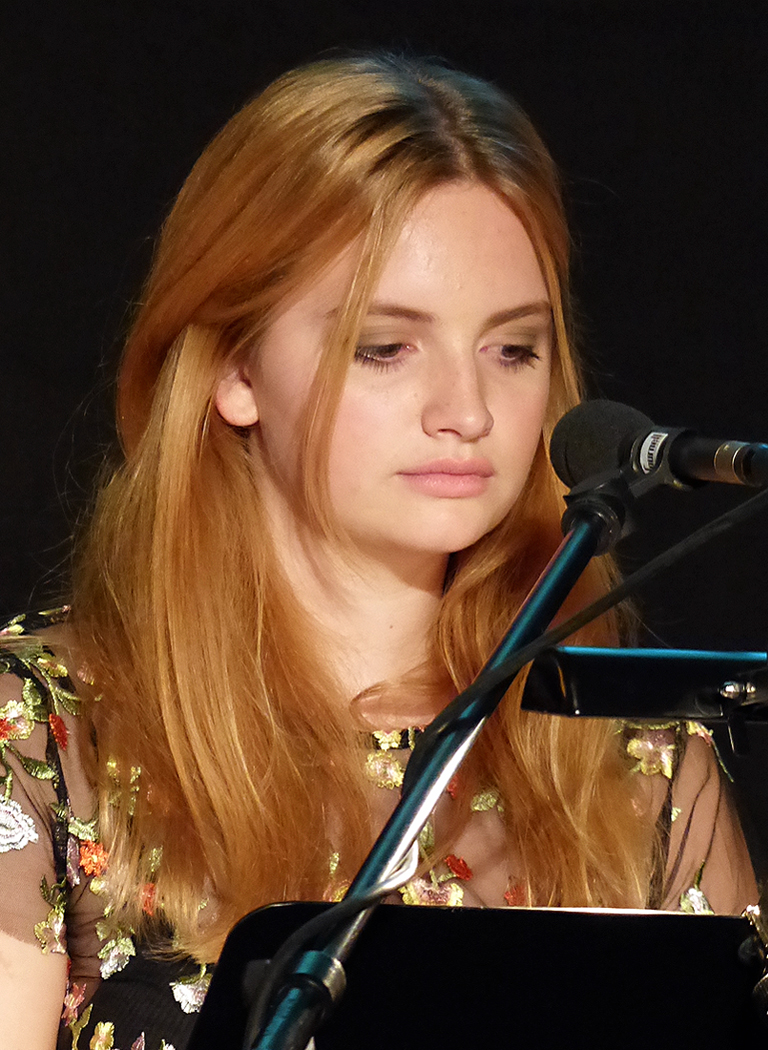
Paulina Rümmelein, 2017

Paulina Rümmelein (* 30. Januar 1998 in München) ist eine deutsche Schauspielerin, Synchron- und Hörspielsprecherin.

## Leben
Über ihre Mutter, die Münchner Synchronsprecherin und Schauspielerin Sabine Bohlmann, kam Paulina Rümmelein bereits im Alter von fünf Jahren zum Synchronsprechen und wurde von da an für verschiedene Rollen in TV-Serien und Filme besetzt, unter anderem als Mei in Hayao Miyazakis Animefilm Mein Nachbar Totoro und in der Fernsehserie Kleine Prinzessin, in der sie die Hauptrolle sprach.
2008 spielte sie als Bob ihre erste Filmrolle in Die Wilden Hühner und das Leben von Vivian Naefe. Seitdem war sie hauptsächlich in Fernsehserien zu sehen, u. a. in Die Bergretter und der Reihe Liebe, Babys und ein großes Herz.
Rümmelein war Ensemblemitglied der Musicalproduktion Der kleine Erdbär – Ein Jazzical für Kinder von Sabine Bohlmann und Carolyn Breuer, wo sie die Titelrolle spielte und sang. Unter dem Titel Der Kleine Erdbär feat. Paulina Rümmelein – Paulis Grashüpfer Rap wurde im Vertrieb von ZYX Music eine Single veröffentlicht. Dieses Lied erschien 2009 auch auf dem Album Pauli – Ich rap mir die Welt.
Ab 2011 lieh Rümmelein in der deutschen Version der HBO-Fernsehserie Game of Thrones der Schauspielerin Maisie Williams in der Rolle der Arya Stark ihre Stimme. Seitdem ist sie, bis auf wenige Ausnahmen, Williams’ deutsche Feststimme.
Rümmelein absolvierte ihre Schauspielausbildung von 2019 bis 2022 an der Schauspielschule Zerboni in München.

## Filmografie
- 2009: Die Wilden Hühner und das Leben
- 2009: Die Gänsemagd (Fernsehreihe Acht auf einen Streich)
- 2010: Liebe, Babys und Familienglück (Fernsehreihe Liebe, Babys und ein großes Herz, Folge 5)
- 2011: Liebe, Babys und ein Stückchen Heimat (Fernsehreihe, Folge 6)
- 2012: Liebe, Babys und ein Neuanfang (Fernsehreihe, Folge 8)
- 2011: Gottes mächtige Dienerin
- 2013: Um Himmels Willen (Fernsehserie, Folge 13x10 Liebesgeflüster)
- 2015: Die Bergretter (Fernsehserie, Folge 7x05 Losgetreten)
- 2018: Unzertrennlich nach Verona
- 2019: Dr. Klein (Fernsehserie, Folge 5x12 Strafe)
- 2022: Laim: Laim und das Hasenherz (Fernsehreihe)
- 2022: Watzmann ermittelt (Fernsehserie, Folge 3x11 Bienenstich)
- seit 2023: Lena Lorenz (Fernsehreihe, 6 Folgen)
- 2023: In aller Freundschaft – Die jungen Ärzte (Fernsehserie, Folge 9x11 Außenseiter)
- 2024: Inga Lindström: Sag einfach ja (Fernsehreihe)
- seit 2025: Watzmann ermittelt

## Synchronsprecherin
Maisie Williams
- 2011–2019: Game of Thrones (als Arya Stark)
- 2013: Heatstroke – Mörderische Steppe (als Jo)
- 2015: Doctor Who (als Ashildr/Ich, 4 Episoden)
- 2016: The Book of Love – Ein Bestseller zum Verlieben (als Millie)
- 2017: Mary Shelley (als Isabel Baxter)
- 2018: Then Came You (als Skye Aitken)
- 2020: The Owners (als Mary/Jane Vorrel)
- 2020: The New Mutants (als Rahne Sinclair/Wolfsbane)
- 2020: Two Weeks to Live (als Kim Noakes)
- 2022: Pistol (als Pamela ‚Jordan‘ Rooke)
- 2024: The New Look (als Catherine Dior, 7 Episoden)

### Filme
- 2007: Mein Nachbar Totoro für Chika Sakamoto (als Mei)
- 2009: Ex (als Alice)
- 2010: Schwesternherzen – Ramonas wilde Welt (als Ramona)
- 2011: Colombiana für Amandla Stenberg (als junge Cataleya)
- 2012: Ernest und Celestine (als Celestine)
- 2012–2013: Lulu Zapatu (als Lulu)
- 2014: Der Mohnblumenberg für Haruka Shiraishi (als Matsuzaki Sora)
- 2014: Black Bullet (als Enju Aihara)
- 2014: Annie für Eden Duncan-Smith (als Isabella)
- 2015: Erinnerungen an Marnie für Hana Sugisaki (als Sayaka)
- 2018: No Game No Life Zero für Ai Kayano (als Schuvi Dola)
- 2019: Violet Evergarden und das Band der Freundschaft für Yui Ishikawa (als Violet Evergarden)
- 2020: Violet Evergarden: Der Film für	Yui Ishikawa (als Violet Evergarden)
- 2021: Cherry – Das Ende aller Unschuld für Ciara Bravo (als Emily)
- 2022: Ernest & Célestine: Die Reise ins Land der Musik (als Célestine)
- 2023: Der Junge und der Reiher für Aimyon (als Himi)
- 2024: Sailor Moon Cosmos für Sena Koizumi (als Sailor Iron Mouse)
- 2025: Navy CIS als Gracie

### Serien
- 2006–2009: Die kleine Prinzessin (Fernsehserie)
- 2011–2014: A.N.T.: Achtung Natur-Talente für Sierra McCormick (als Olive Doyle)
- 2012–2014: Jessie für Sierra McCormick (als Connie Thompson)
- 2012: Once Upon a Time – Es war einmal … für Karley Scott Collins (als Gretel/Ava Zimmer)
- 2014: The 100 (als Charlotte)
- 2014–2021: Bosch für Madison Lintz (als Maddie Bosch)
- 2015: No Game No Life für Ai Kayano (als Shiro)
- 2017: Taboo (als Winter)
- 2018: Violet Evergarden für Yui Ishikawa (als Violet Evergarden)[5]
- 2018–2022: Charmed für Sarah Jeffery (als Margarita Vera)
- 2018–2019: Once Upon a Time – Es war einmal … für Tiera Skovbye (als Robin/Margot West)
- 2019–2022: High School Musical: Das Musical: Die Serie für Olivia Rodrigo (als Nina „Nini“ Salazar-Roberts)
- 2020: Bridgerton für Phoebe Dynevor (als Daphne Bridgerton)
- 2020–2023: Willkommen im Haus der Eulen für Sarah-Nicole Robles (als Luz Noceda)
- 2020–2022: Drei Meter über dem Himmel für Rebecca Coco Edogamhe (als Summer Bennati)
- seit 2022: Bosch: Legacy für Madison Lintz (als Maddie Bosch)
- seit 2022: The Bear: King of the Kitchen für Ayo Edebiri (als Sydney Adamu)
- seit 2024: Jentry Chau vs. The Underworld für Ali Wong (als Jentry Chau)
- seit 2025: Solange wir lügen für Esther McGregor (als Mirren Sinclair Sheffield)

## Hörspielsprecherin
- seit 2017: Tommy Krappweis: Ghostsitter (Staffel 1–20, als Geistermädchen Mimi) – Bearbeitung und Regie: Tommy Krappweis (Audible Original)
- seit 2018: Josef Göhlen: Bill Bo und seine Bande (Staffel 1–2, als Prinzessin Ding Ding) – Hörspielfassung und Regie: Tommy Krappweis (Audible Original)